# Kevin Thornton
Kevin Anthony Thornton (Drogheda, 9 luglio 1986) è un calciatore irlandese, di ruolo centrocampista.

## Biografia
Suo fratello maggiore Sean è stato a sua volta un calciatore professionista.

## Carriera
Esordisce tra i professionisti appena maggiorenne con il Coventry City, club della seconda divisione inglese, con cui nel corso della stagione 2005-2006 gioca 16 partite di campionato; l'anno seguente gioca invece 11 partite e segna anche il suo primo gol in carriera tra i professionisti, perdendo però di fatto circa mezza stagione a causa di un grave infortunio ad una caviglia. Nella stagione 2007-2008, dopo un inizio di annata da riserva, trova maggior continuità nella parte finale della stagione, sotto la guida tecnica del nuovo allenatore degli Sky Blues Chris Coleman: in totale, disputa 19 partite di campionato, nelle quali mette anche a segno una rete. All'inizio della stagione 2008-2009 viene ceduto in prestito per sei settimane al Brighton, club di terza divisione, con cui durante questo periodo gioca stabilmente da titolare, disputando 12 incontri; fa poi ritorno al Coventry City, dove rimane per il resto della stagione, ricoprendo però di fatto un ruolo marginale (disputa infatti solamente ulteriori 4 partite). Nell'estate del 2009 lascia il club, dopo complessive 55 presenze e 2 reti fra tutte le competizioni ufficiali (tra cui 50 presenze e 2 reti in partite di campionato).
Nell'estate del 2009, rimasto svincolato, si accasa con un contratto a breve termine con i semiprofessionisti del Coventry Sphinx; dopo sole 2 partite passa ai Boyne Rovers, club semiprofessionistico irlandese. Dopo un breve periodo trascorso nuovamente in Inghilterra al Nuneaton Town, l'8 gennaio 2010 torna a giocare a livello professionistico, firmando un contratto fino a fine stagione con il Northampton Town, club di quarta divisione: qui conclude la stagione realizzando una rete in 11 partite di campionato, rinnovando poi il suo contratto con i Cobblers anche per la stagione successiva, nella quale mette a segno 6 reti in 25 partite. Dopo ulteriori 2 presenze in quarta divisione nelle prime settimane della stagione 2011-2012, fa ritorno al Nuneaton Town, dove a causa di vari infortuni non gioca però con continuità. Nei primi mesi della stagione 2012-2013 viene aggregato con un provino alla rosa dei gallesi del Wrexham, militanti in Conference National (quinta divisione e più alto livello calcistico inglese al di fuori della Football League), firmando poi nel gennaio del 2013 un vero e proprio contratto con il club, con cui nel corso della stagione mette a segno 3 reti in 10 partite di campionato, a cui aggiunge una rete nella vittoriosa finale del FA Trophy; viene poi riconfermato anche per la stagione seguente, salvo poi l'11 marzo 2014 dopo una rete in 9 presenze venire ceduto in prestito fino a fine stagione al Tamworth, altro club di Conference National, con cui conclude la stagione mettendo a segno 3 reti in 12 presenze, comunque insufficienti ad evitare la retrocessione del club in Conference North (sesta divisione), categoria nella quale peraltro lo stesso Thornton nel corso della stagione 2014-2015 realizza una rete in 26 presenze proprio con il Tamworth, che nell'estate del 2014 l'aveva tesserato dopo che il Wrexham non gli aveva rinnovato il contratto. Nell'estate del 2015 passa al Rugby Town, club di Southern Football League (settima divisione); l'anno seguente gioca invece in Midland Football League (nona divisione) con il Coventry United. Negli anni seguenti continua a giocare in quest'ultima categoria, prima all'Hinckley AFC per un biennio e poi al Racing Warwick Club.

## Palmarès

### Club

#### Competizioni nazionali
- FA Trophy: 1

Wrexham: 2012-2013